# Ízletes rizike
Az ízletes rizike (Lactarius deliciosus) az osztatlan bazídiumú gombák (Homobasidiomycetes) osztályának a galambgomba-alkatúak (Russulales) rendjéhez, ezen belül a Russulaceae családjához tartozó ehető gombafaj. Erdélyben fenyőaljagomba néven ismerik.

## Megjelenése
Közepes termetű, rendszerint erdeifenyők és feketefenyők körül, augusztustól novemberig tenyésző gomba. Kalapja kezdetben begöngyölt szélű, közepe bemélyedő, majd szétterül. Többnyire láthatóak rajta gödröcskék. Színében egyaránt megtalálható a zöld és a narancssárga. Jellemző átmérője 4–12 cm.
Lemezei sűrűn állók, élénk narancsvörös színűek, törékenyek, nyomásra megzöldülnek. Tönkje rövid zömök, gödröcskés, színe a kalapéval megegyező.
Húsa szintén narancssárga, megtörve tejnedvet enged, amely a levegővel érintkezve megzöldül.
Spórája elliptikus alakú, hálózatos,7-9 x 6-7 µm méretű. Spórapora rózsaszínes-sárgás. 

## Összetéveszthetősége
Néhány ehető rokonával, például a jegenyefenyves-rizikével (L. salmonicolor) és a lucfenyvesi rizikével (L. deterrimus) téveszthető össze, amelyek azonban – mint nevük is mutatja – más tűlevelű fafajokkal alkotnak mikorrhizát. Mérgező gombával nem lehet összetéveszteni.